# La Sơn (xã)
La Sơn là một xã thuộc huyện Bình Lục, tỉnh Hà Nam, Việt Nam.